# Houghia optica
Houghia optica är en tvåvingeart som först beskrevs av Ignaz Rudolph Schiner 1868.  Houghia optica ingår i släktet Houghia och familjen parasitflugor. Inga underarter finns listade i Catalogue of Life.